# Flakpanzer IV Ostwind
A Flakpanzer IV „Ostwind” egy önjáró légvédelmi löveg volt, mely a Panzer IV harckocsin alapult. 1944-ben fejlesztették ki, a korábbi Wirbelwind önjáró légvédelmi löveg utódjának.

## Története
1944 folyamán a Sagan Ostbauwerke műszaki irodája (ma Żagań , Nyugat-Lengyelországban) felkérést kapott önjáró légvédelmi járművek tervezésére, hogy az egyre nagyobb károkat okozó alacsony magasságban támadó ellenséges repülőgépeket távol tartsák a nyílt terepen lévő csapatoktól. Májusra a vállalat befejezte a Flakpanzer IV Wirbelwind fejlesztését, amelynek fegyverzete egy 2 cm Flakvierling 38-as gépágyúból állt, amely egy nyitott tetejű, hatszögletű páncélozott felépítményben kapott helyett. Ugyanabban az időben az Ostbauwerke kifejlesztett egy 3,7 cm FlaK 43 L/89 gépágyúval felszerelt változatot is, amit Ostwindnek (németül "keleti szél") keresztelt el. A júliusi sikeres próbák után 1944. augusztus 18-án a német hadvezetés megrendelést adott az új Ostwind 100 példányának legyártására, de a rendelést csak részben teljesítették: a prototípuson kívül csak hét darab készült a Panzer IV harckocsi alvázának felhasználásával, amelyeket eredetileg a Flakpanzer IV Kugelblitz gyártásához használtak volna. A további 36 darab flakpanzert sérült Panzer IV-esek felhasználásával készítették el. A gyártást 1944 december és 1945 március között végezték az Ostbauwerke üzemében.
Az Ostwind prototípust az 1. SS-Panzer-divízió "Leibstandarte SS Adolf Hitler" alakulat kapta meg, amely valós harci körülmények között tesztelte az ardenneki offenzíva idején: a jármű sérülés nélkül visszatért Ostbau-ba és bizonyította hatékonyságát alacsony magasságú repülőgépekkel szemben. E tapasztalat alapján az első tizenöt Ostwindet 1944 december végén frontvonalon szolgáló egységekhez küldték. Az összes példányt a Panzer-hadosztályok légvédelmi ütegeihez osztották be. Késői megjelenésük és csekély számuk azonban nem befolyásolta érdemben, hogy Németország végül elveszítse a háborút.

## Fejlesztés
A Panzer IV-es lövegtornyát eltávolították és egy nyitott tetejű, hatszögletű toronnyal helyettesítették. Egy zárt tetejű típus jobb védelmet biztosított volna, de ez nem volt lehetséges a fegyver nagy füstképzése miatt. A Wirbelwindhez hasonlóan ezt is 360 fokban körbeforgatható toronyba helyezték el, azonban a jármű főfegyverzetét egy jóval erősebb FlaK 43-as gépágyú alkotta. Az Ostwind fő pozitívuma a Wirbelwindhez képest a megnövelt lőtávolság, a torony jobb páncélozottsága és a gyalogság ellen bevethető MG34-es géppuskája volt. Mind a Wirbelwind, mind az Ostwind sikeres típusnak bizonyult, de nem csak légi, hanem földi célpontok (épületek, gyalogság vagy könnyű páncélozott járművek) ellen is hatásos volt. A járművet egy öt emberből álló legénység működtette. A parancsnok, a lövész és az operátor a toronyba került; a vezető bal oldalon ült, a jobb oldalon pedig a géppuskás volt, aki a FuG 2 és a FuG 5 rádiókat kezelte. Hozzávetőleg 45 darab készült ebből a járműből.

### Ostwind II
Az Ostbauwerke új légvédelmi járműkonfigurációt javasolt egy toronyba épített, 3,7 cm Flak 43 Zwilling ikergépágyú komplexum telepítésével, egymás mellé szerelve. 1945 januárja és februárja között építettek egy Ostwind II elnevezésű prototípust, a termelést azonban soha nem indították el, mert a keleti frontvonalon lévő gyárat ugyanabban az időszakban elfoglalták és megsemmisítették a szovjet csapatok.

## Technika
A Panzer IV eredeti tornyát egy nagyobb és magasabb hatszögletű felépítményre cserélték, belsejébe egyetlen 37 mm-es FlaK 43 L/89 kaliberű ágyú került felszerelésre. A több mint 1200 kiló súlyú fegyver 250 lövedéket lőtt ki 820 m/s kezdeti sebességgel percenként. A csőemelkedés -7 ° és +90 ° közötti tartományban mozgott, hasznos lőtávolsága elérte a 6600 métert. A tűzciklus azonban sok füstöt generált, ezért választották a nyitott tornyot, bár ez nagyobb kockázatot jelentett a személyzet számára. A 360° fokban körbeforgatható tornyot kézi erővel forgatták. A gyalogság elleni közeli védelmet egy jobb felső részhez erősített 7,92 mm-es MG 34 géppuska adta, továbbá a legénység személyi fegyverei. A lőszerjavadalmazás körülbelül 1000 gránát a gépágyúhoz, és 1350 lövedék az MG 34 számára. A páncéltest elülső része 80 mm volt, oldalán és hátulján 20 mm, a tetején 10 mm; a felépítményt 25 mm-es páncéllemez védte. Majdnem 3 méter magas, 5,92 m hosszú, súlya összesen 25 tonna.
Az alváz hátsó részén található vízhűtéses benzinüzemű motor tizenkét hengeres, 11.867 cm3, V-elrendezésű Maybach HL 120 TRM 112, amelynek teljesítménye 272 LE (2800 ford./perc) volt. Az indítást 24 voltos indítómotor garantálta, a gyújtás mágneses volt. A sebességváltó hat előre- és egy hátrameneti fokozatú volt. A jármű 38 km/h maximális sebességet tudott elérni úton, és 20 km/h sebességet terepen. A közúti üzemanyag-fogyasztás 2,35 liter/km (max. hatótávolsága 200 kilométer) volt, a terepjáró pedig 3,62 liter/km-re nőtt (a távolság 130 kilométerre csökkent). Árokáthidalási képessége 2,20–2,35 méter, lépcsőmászási 0,60 méter. A szabad hasmagasság , az alváz alja és a talaj közötti távolság 40 cm. A lánctalpak 99 darabból álltak és 40 cm szélesek voltak.

## Fordítás
- Ez a szócikk részben vagy egészben  az   Ostwind című angol Wikipédia-szócikk ezen változatának fordításán alapul.  Az eredeti cikk szerkesztőit annak laptörténete sorolja fel. Ez a jelzés csupán a megfogalmazás eredetét és a szerzői jogokat jelzi, nem szolgál a cikkben szereplő információk forrásmegjelöléseként.